# Shenzhou 1
Shenzhou 1 foi a primeira missão do Programa Shenzhou e da nave espacial Shenzhou, criado pela República Popular da China para levar um chinês ao espaço e explorar a órbita terrestre. Missão não-tripulada, ela foi lançada do Centro de Lançamento de Satélites de Jiuquan, em 19 de novembro de 1999.
A espaçonave vazia não disponha de equipamento de apoio à vida (oxigênio, água) nem de um sistema de escape de emergência. Ela orbitou a Terra 14 vezes até receber um comando automático do navio de rastreamento Yuanwang 3 desde a costa na Namíbia e reentrou a atmosfera 415 km a leste de sua base de lançamento e a 110 km a nordeste de Wuhai, na Mongólia Interior.
A primeira das espaçonaves Shenzhou era diferente das posteriores. Ao invés de possuir painéis solares desdobráveis, ela era equipada com células solares fixas. Durante este primeiro voo, não houve mudança de altura de órbita e apenas nove dos treze subsistemas a bordo da espaçonave estavam operacionais. Construída em princípio para testar conjuntamente o foguete propulsor Longa Marcha 2F, os únicos sistemas testados foram a separação dos módulos, o controle de altitude, a reentrada do corpo sustentante, o escudo anticalor e o resgate no solo.
A Shenzhou 1 transportou 100 kg de sementes para testar nelas os efeitos do espaço exterior.

## Parâmetros da missão
- Massa: 7.600 kg
- Perigeu: 195 km
- Apogeu: 315 km
- Inclinação: 42.6°
- Período: 89.6 minutes